# Ащыбулак (Жамбылская область)
Ащыбула́к (до 6 февраля 2018 года — Пионе́р, каз. Ащыбұлақ) — село в Жамбылском районе Жамбылской области Казахстана, административный центр сельского округа Карасу.

## География
Село расположено в северо-западной части Жамбылского района, в 10 километрах к северу от районного центра села Аса, в 15 километрах к северо-западу от областного центра города Тараз. Ближайшая железнодорожная станция Аса (село Аса) — расположена в 10 километрах к югу (по автодороге — 11 км). Соседние населённые пункты: Шайдана в 1 километре к северу, Тастобе в 2 километрах к юго-востоку, Рахат в 5 километрах к югу. К северу и востоку от села располагается водохранилище «Сенгирбай». Транспортное сообщение осуществляется поселочными дорогами, с выходом на автодорогу КН-2 «Тараз — Акколь — Саудакент» к югу. Высота центра населённого пункта — 504 метров над уровнем моря. 

## Население
| Численность населения | Численность населения | Численность населения |
| 1989                  | 1999                  | 2009                  |
| --------------------- | --------------------- | --------------------- |
| 1086                  | ↗1202                 | ↗1443                 |